# Nəsirvaz
Nəsirvaz è un comune dell'Azerbaigian situato nel distretto di Ordubad.